# Hi-Score
Das Hi-Score (Eigenschreibweise HI-SCORE) ist ein Erlebnis- und Technikmuseum für Videospielkultur im Stadtteil Südstadt in Hannover. Der in bisher fünf Jahrzehnte unterteilte Rundgang beinhaltet über 190 Spielkonsolen, Arcade-Automaten und Handhelds. Es wird betrieben vom Verein Gaming in Niedersachsen e. V. und wurde 2023 erstmalig eröffnet.

## Geschichte
Das vom „Gaming in Niedersachsen e. V.“ ehrenamtlich geführte Spielkonsolenmuseum Hi-Score wurde 2023 mit Unterstützung des Oberbürgermeisters Belit Onay als ein Bestandteil des von der Landeshauptstadt Hannover erdachten Nachnutzungskonzeptes „aufhof“ eröffnet. Das ehemalige Kaufhof-Gebäude wurde zur Zwischennutzung mit Wanderausstellungen von ehrenamtlichen Vereinen, Stadtentwicklungskonzepten und wissenschaftlicher Auseinandersetzung des städtischen Wandels in Form einer Agora bestückt, um neue Innenstadtkonzepte zu testen. Als einzige beständige Ausstellung wurde das Hi-Score von Beginn an als interaktives Erlebnismuseum konzipiert und füllte nach ersten Erweiterungsmaßnahmen zirka 150 m² des dortigen Erdgeschosses.

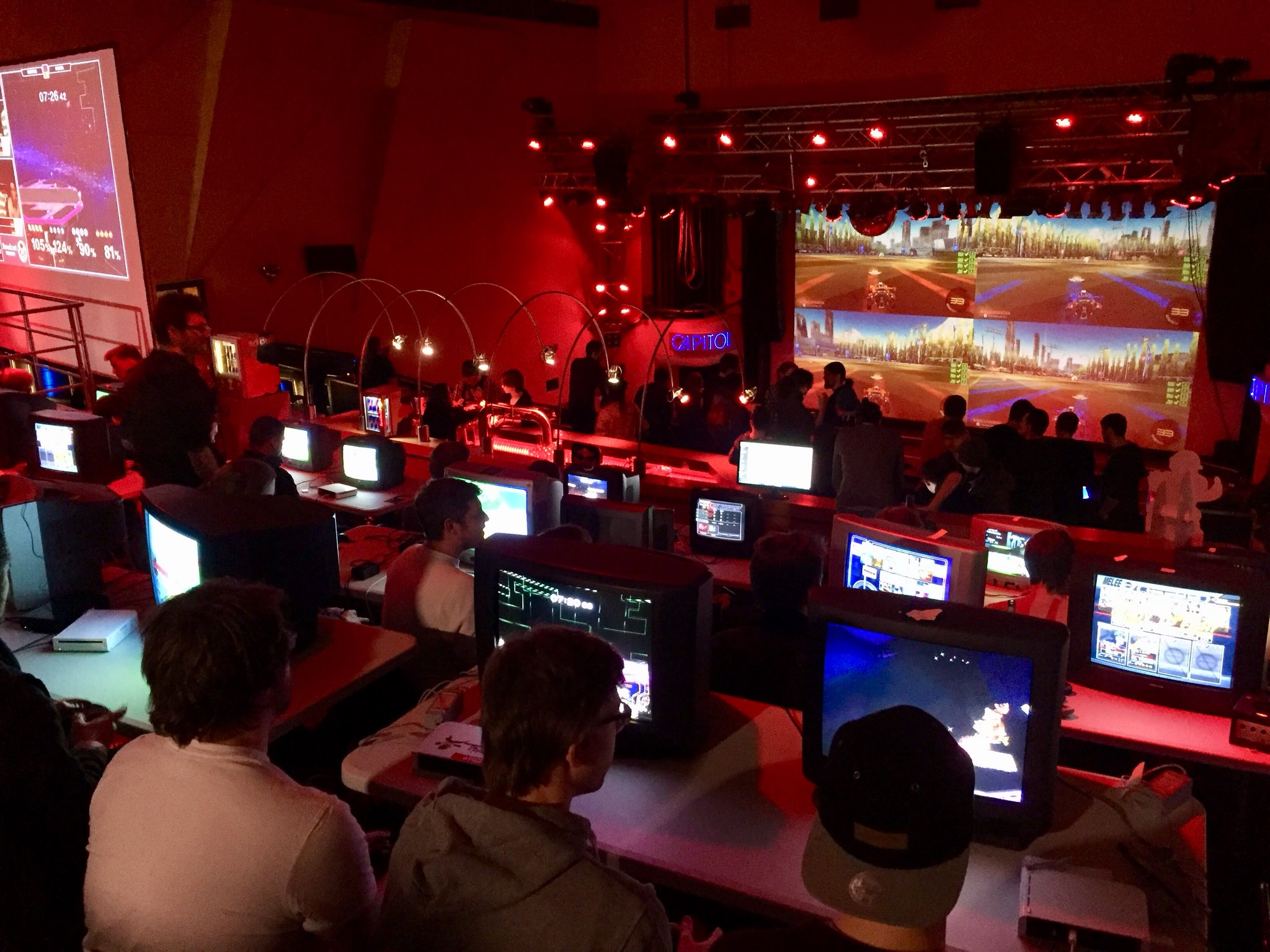
Videospiel-Event Pixelpokal im Capitol-Hochhaus, 2017

Um dem veränderten Sozialverhalten der Einwohner einen Anlaufpunkt zu schaffen, wurde bereits 2022 ein Zentrum für E-Sport und Gaming in Hannover geplant. Eine Förderung wurde durch das niedersächsische Wirtschaftsministerium bewilligt.
Durch das aktuelle Ladensterben wurde das Hi-Score provisorisch bereits am 1. Juni 2023 eröffnet und war an seinem ersten Standort als Testphase auf maximal ein Jahr ausgelegt – danach sollte das interaktive Museum als Gaming-Zentrum mit angeschlossener Akademie umziehen. Durch die erfolgreiche Nachnutzung wurde das Projekt aufhof im Februar 2024 vom Rat der Stadt Hannover verlängert. Mit insgesamt 53.000 Besuchern würde das Projekt unabhängig von der Zukunft der ehemaligen Kaufhof-Immobilie dauerhaft fortgesetzt werden.
Beauftragt als Initiatoren des interaktiven Museums wurden die ehrenamtlichen Veranstalter des seit 2016 in der Region Hannover stattfindenden Gaming-Veranstaltung Pixelpokal, welche sich zur Ausarbeitung seit 2023 als gemeinnütziger Verein mit möglicher Fördermitgliedschaft zusammengeschlossen haben. Ein Großteil der ausgestellten Exponate sind private Dauerleihgaben von Vereinsmitgliedern. Nach Gründung des Vereins schlossen sich Mitglieder des Vereins in Interessensgemeinschaften für die jeweiligen Genre zusammen und erweiterten die Exponate mit Gemeinschaftsanschaffungen.
Der nun gefundene Standort im Stadtteil Südstadt von Hannover stellte sich als problematisch heraus, da das Bauamt von Hannover die Bauakten durch Straßennamensänderungen in den Archiven nicht finden konnte und diese falsch abgelegt waren, was eine Nachnutzung für die Öffentlichkeit erschwerte. Seit Februar 2025 hat das Museum wieder wöchentlich geöffnet und ist für Besucher zugelassen.
Indirekte und direkte Förderer und Sponsoren des Museums sind die regionale Wirtschaftsförderungsgesellschaft hannoverimpuls, die Sparkasse Hannover, der Stuhlhersteller Recaro, der japanische Videospielhersteller Nintendo, sowie die Getränkehersteller Afri-Cola, die Privatbrauerei Herrenhausen und Niehoffs Vaihinger Fruchtsaft.

## Ausstellung

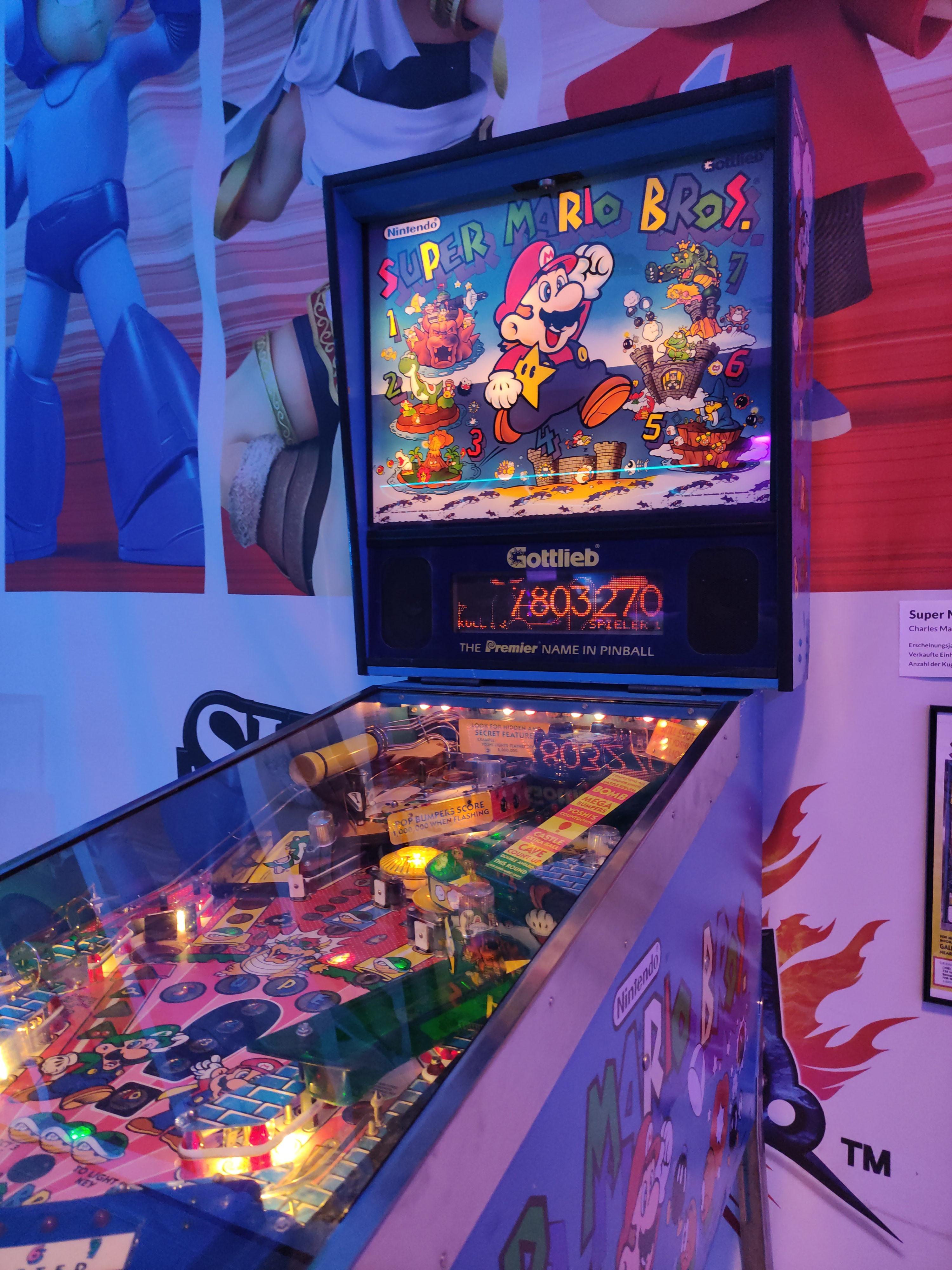
Ein Super-Mario-Bros.-Flipper aus dem Bestand des Museums

Die Ausstellung ist auf über 1000 m³ in einem nach Jahrzehnten unterteilten Rundgang konzipiert und wird begleitet durch zwei Jugendzimmer aus den 1980er und 1990er Jahren. Am neuen Standort ist es damit das flächenmäßig größte Computerspielemuseum Deutschlands. Es wurde von der Staatsbibliothek zu Berlin und dem Institut für Museumsforschung als Museum anerkannt.
Die Ausstellung zeigt die vollständige historische Entwicklung der Videospielkonsolen von 1972 bis heute. So findet man von den Anfängen mit einer Replica der Brown Box (1966) von Ralph Baer, sowie einem Original der Magnavox Odyssey (1972) und dem TV Tennis Electrotennis (1975) bis zu aktuellen Konsolen, wie der Nintendo Switch (2017) und der PlayStation 5 (2020) alle Meilensteine. Auch die Arcade-Automaten reichen von Klassikern wie Space Invaders (1978), Pac-Man (1980) und Donkey Kong (1981) bis zu aktuellen Großgeräten, wie der 2-Spieler-Tanzmaschine StepManiaX (2017) und dem Rhythmusspiel WACCA Reverse aus dem Jahre 2019. Auch der Super Mario Bros. Flipperautomat der Firma Gottlieb von 1992 ist Teil der interaktiven Ausstellung.
Neben einer Bühne für Präsentationen, Cosplay-Conventions und E-Sports-Turniere, gehört auch eine regelmäßig stattfindende Akademie für E-Sports-Talente und für die Spieleindustrie notwendige berufsbegleitende Veranstaltungen zum Konzept. In der Akademie werden Workshops und Seminare veranstaltet wie zum Beispiel Zeichnertreffen.
Das Hi-Score bietet ebenfalls regionalen Künstlern mit Spielkultur-Bezug eine Ausstellungsfläche um ihre Werke zu präsentieren. Darunter sind zum Beispiel als Dauerausstellung umgestickte Gobelins des Upcycling-Künstlers Philipp Eggersglüß.

### Sammlung Arcade-Automaten

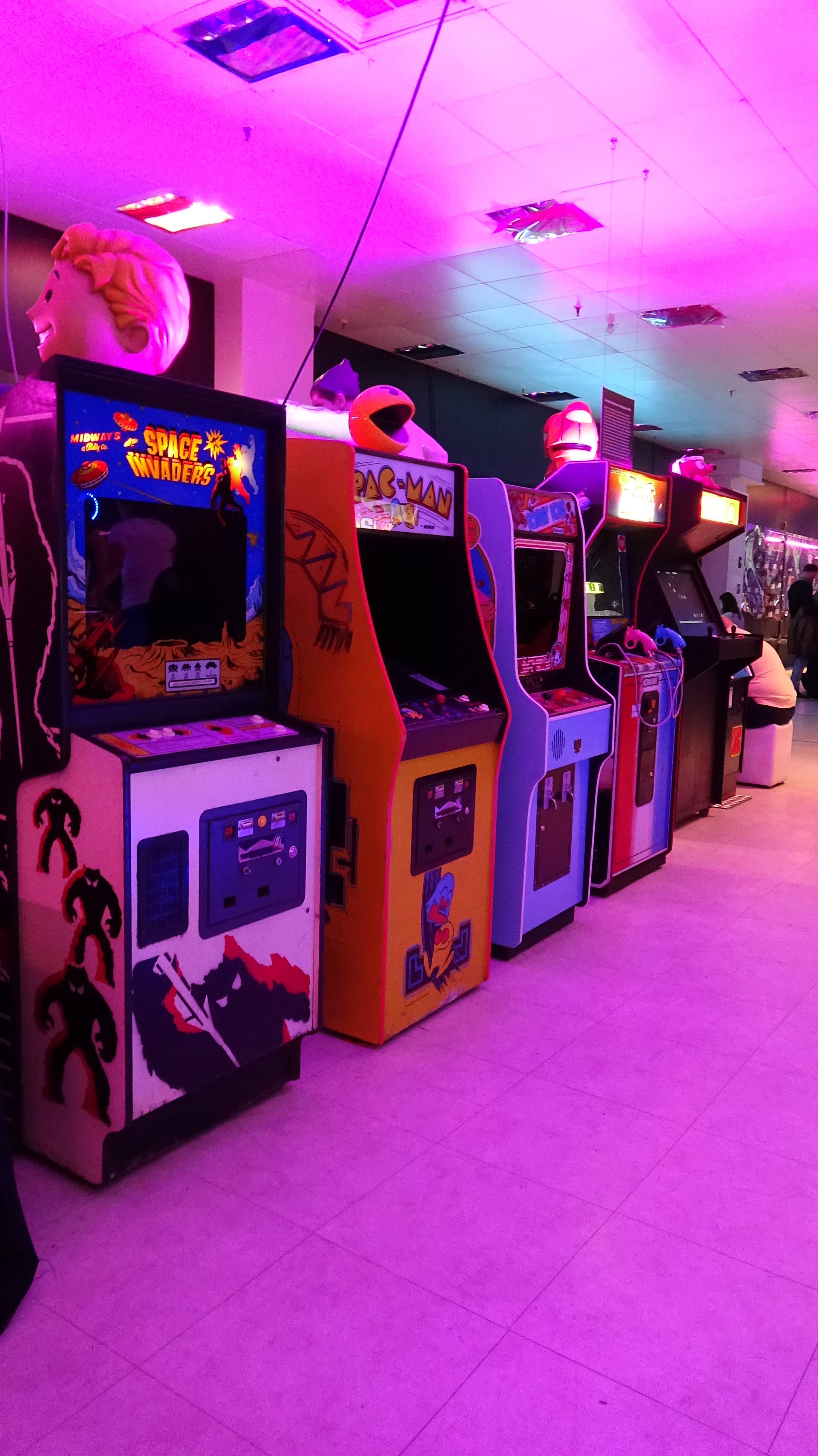
Arcade-Automaten im Hi-Score

Die Sammlung der Arcade-Automaten vermittelt einen Einblick in die Spielekultur über den Zeitraum von den 1970er Jahren bis in die heutige Zeit und vermittelt alle gängigen Computerspielgenre sowie auch Bautypen wie Standardgehäuse mit Joystick oder Lightgun, sogenannte Cocktail-Tische, bis hin zu Sit-In-Gehäusen für Rennsimulationen oder Funracer wie Mario Kart Arcade GP und moderne Spielsysteme wie das Whac-A-Mole-System Bishi Bashi Channel (2018) oder Sound Voltex (2021).

### Sammlung Handheld-Konsole
Die Sammlung der Handheld-Konsolen wird anders als die stationären Konsolen in mehreren Vitrinen mit Exemplaren von den 1960er-Jahren bis Heute vermittelt und umfasst darunter auch seltene Geräte von Mattel und Milton Bradley. Besonders präsent sind die Geräte der 1990er-Jahre mit Exemplaren wie dem Sega Game Gear, den Game Boy Variationen und modernen Handheldgeräten wie dem N-Gage von Nokia oder der Sony PlayStation Portable.

### Sammlung Konsolengeräte
Die verschiedenen Konsolengenerationen werden von den Anfängen im Jahr 1968, über den Video Game Crash im Zeitraum von 1983 bis 1985, dem Durchbruch der 3D-Konsolen in den 1990er-Jahren bis zu den heutigen Entertainment- und Einsteigerkonsolen an verschiedenen Erlebnistischen dargestellt. Der Fokus liegt hierbei auf Mehrspieler-Spielen um die Erweiterung von Gesellschaftsspielen in die digitale Welt zu versinnbildlichen und den Besuchern generationsübergreifend die Entwicklung der Spielekultur zu vermitteln.

### Sammlung Gesellschaftskritik und Kontroversen
Da die Geschichte der Videospiele von Kontroversen und oft mit Killerspiel-Debatten in Leitmedien sowie als politisches Schlagwort begleitet wurden, hat das Hi-Score einen Fokus auf Vermittlung dieser historischen Ereignisse, wie das 1999 als Werbespiel erschienene Computerspiel Moorhuhn. Nach Ansicht von Medienwissenschaftlern gilt das Wort Killerspiel als unsachlich, da es suggestiv sei und einen objektiven, nüchternen Zugang zu dem Thema erschwere und dem wirtschaftlichen Aspekt der Industrie erschwere. Es wird stattdessen beispielsweise von „gewalthaltigen Computerspielen“ gesprochen.
Die Goldene Ära der Arcade-Spiele bis 1985 wurde zum Beispiel in der Bundesrepublik Deutschland kaum erlebt, da ab dem 5. März 1985 in der Bundesrepublik an öffentlichen Plätzen keine Videospielautomaten mehr aufgestellt werden durften. Arcade-Automaten waren von da an nur noch in Spielhallen oder in Freizeitparks anzutreffen. Diese Regelung bestand bis zur Einführung des neuen Jugendschutzgesetzes am 26. Juli 2002, als der Einzug der Videospielkultur längst in den Heimbereich vollzogen war.